# 堀江美都子 オリジナルベスト12
『堀江美都子 オリジナルベスト12』（ほりえ みつこ オリジナルベストじゅうに）は、堀江美都子のベスト・アルバムである。1984年6月21日にDENONよりCDが発売された。

## 概要
堀江美都子自ら選曲した初のオリジナルベストアルバム。自作曲「素直になれなくて」や「茅ヶ崎メモリー」などヒット曲を含む全12曲に収録されている。

## 収録曲
1. 少しセンチメンタル [3:40]
2. 私の彼はヘビースモーカー [3:54]
3. 素直になれなくて [4:23]
4. あふれる想い〜Affair of the Heart〜 [3:33]
5. 今夜はミステリー [5:08]
6. November Rainy Day [4:21]
7. 二人の夏 [3:51]
8. No More Goodbye [4:12]
9. 茅ヶ崎メモリー（Single Ver.） [3:33]
10. 愛さずにいられない [3:03]
11. 迷路（ラビリンス） [4:48]
12. 美しい想い出 [4:40]